# Itamaraju
Itamaraju is een gemeente in de Braziliaanse deelstaat Bahia. De gemeente telt 67.803 inwoners (schatting 2009).

## Aangrenzende gemeenten
De gemeente grenst aan Guaratinga, Itabela, Jucuruçu, Porto Seguro, Prado en Vereda.

## Verkeer en vervoer
De plaats ligt aan de noord-zuidlopende weg BR-101 tussen Touros en São José do Norte. Daarnaast ligt ze aan de wegen BA-284 en BA-489/BR-489. Ten noorden van de plaats ligt ook de BR-498.